# Titularbistum Avissa
Avissa ist ein Titularbistum der römisch-katholischen Kirche.
Es geht zurück auf einen untergegangenen Bischofssitz in der gleichnamigen antiken Stadt Avissa, die in der römischen Provinz Africa proconsularis (heute nördliches Tunesien) lag. Der Bischofssitz war der Kirchenprovinz Karthago zugeordnet.
| Titularbischöfe von Avissa |                                |                                           |                   |                 |
| Nr.                        | Name                           | Amt                                       | von               | bis             |
| 1                          | Vincent Billington MHM         | Apostolischer Vikar von Kampala (Uganda)  | 13. Mai 1948      | 25. März 1953   |
| 2                          | Alfonso Tóriz Cobián           | Koadjutorbischof von Chilapa (Mexiko)     | 24. August 1954   | 12. Januar 1956 |
| 3                          | Geraldo María de Morais Penido | Weihbischof in Belo Horizonte (Brasilien) | 10. März 1956     | 9. Juni 1958    |
| 4                          | Jaime Antônio Schuck OFM       | Prälat von Cristalândia (Brasilien)       | 25. November 1958 | 26. Mai 1978    |
| 5                          | Miloslaw-Jan Kolodziejczyk     | Weihbischof in Częstochowa (Polen)        | 5. Dezember 1978  | 3. März 1994    |
| 6                          | Piotr Jarecki                  | Weihbischof in Warschau (Polen)           | 16. April 1994    |                 |